# 한텐

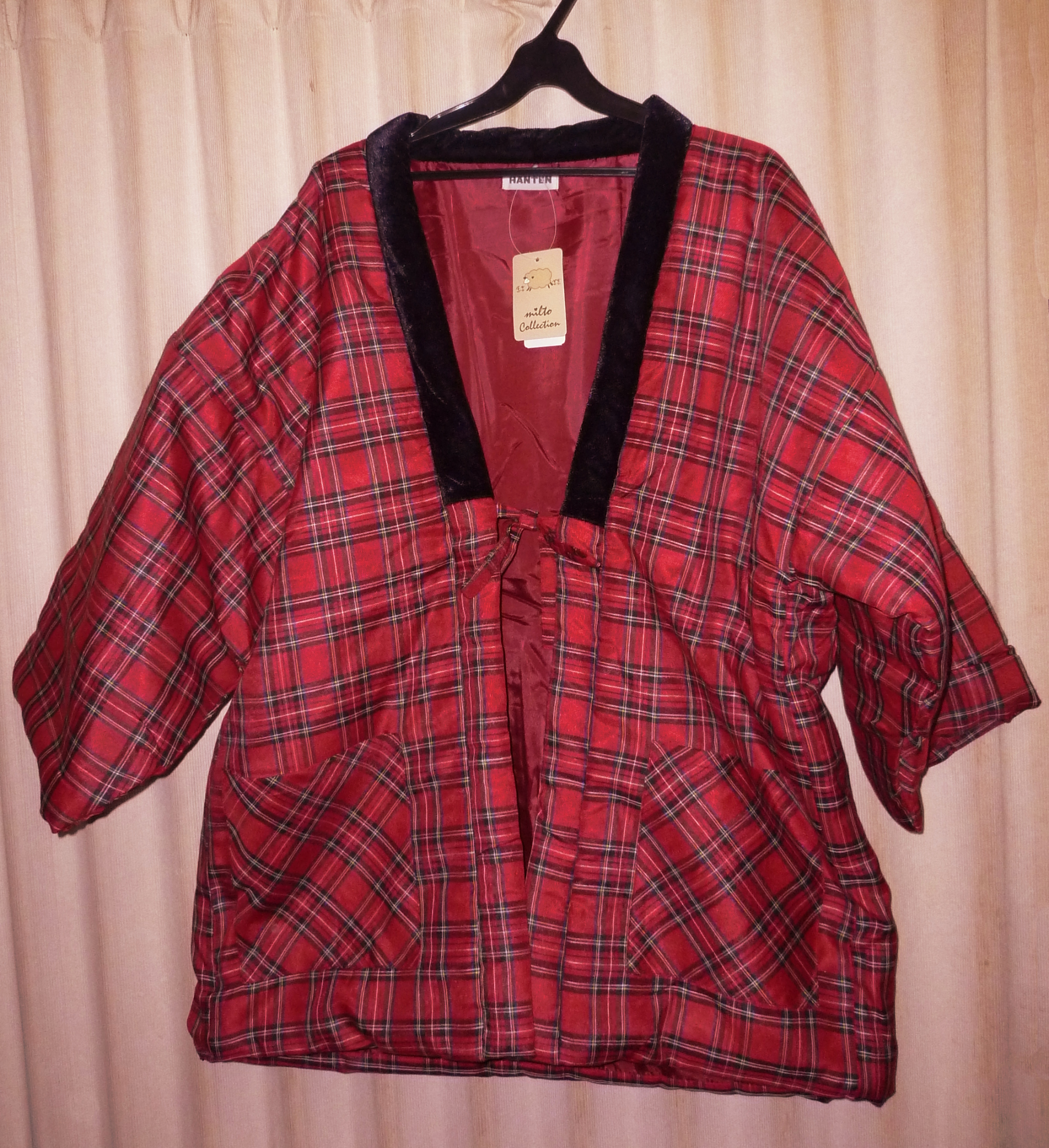
빨간 한텐

한텐(袢纏)은 일본의 전통적인 겨울 코트이다. 18세기 에도 시대에 처음 나왔다. '힛파리'라고도 한다. 한텐의 앞 주머니는 돈부리(丼)라고 하며, "가진 돈을 장부에도 적지 않고 계획없이 막 쓴다"는 의미의 돈부리칸조(丼勘定)는 장인들이 돈부리에 돈을 넣어뒀다가 꺼내쓴 데에서 기원하는 말이다.

## 같이 보기
- 기모노